# The X Factor (tizenkettedik évad)
A The X Factor egy brit tehetségkutató, melynek legfőbb célja, hogy új popsztárokat fedezzen fel. A műsor tizenkettedik évada 2015. augusztus 29-én kezdődött az ITV nevű csatornán. Az évadba való jelentkezés 2014. decemberében megkezdődött, a 11. évad több adásában futott a jelentkezésre buzdító reklám. A főműsor vezetői az évadban Caroline Flack és Olly Murs voltak. A 2015-ös szériában mind a formátumban, mind pedig a zsűri összetételében változások történtek, Simon Cowell és Cheryl Fernandez-Versini azonban ismét visszatértek a zsűribe. Hozzájuk csatlakozott a két új zsűritag: Rita Ora és a BBC Radio1 reggeli műsorának vezetője, Nick Grimshaw. Az évad győztese a tizenhét éves Louisa Johnson, ezzel ő lett a műsor történetének legfiatalabb győztese.

## A zsűri és a műsorvezetők
2015. március 23-án bejelentették, hogy Simon Cowell a tizenkettedik évadban is tagja marad a zsűrinek, míg a másik három előző évi zsűritaggal, áprilisban kezdődnek majd meg a tárgyalások. Április 3-án a The Sun című lap egy cikkében biztosra vette Cheryl Fernandez-Versini visszatérését a műsorba. 2015. április 11-én Louis Walsh bejelentette, hogy 2015-ben nem tér vissza, annak ellenére, hogy ő volt az egyetlen mentor, aki az eddigi összes évadban zsűrizett. Interjújában azt is elmondta, hogy Mel B sem fog 2015-ben visszatérni a műsorba. A két megüresedett helyre az esélyesek között tartották számon Demi Lovatót, Rita Orát, Nick Grimshaw-t, a volt mentort Tulisát, Robbie Williams-t és a One Direction egyik tagját Louis Tomlinson-t is. Végül az ITV június 16-án bejelentette, hogy a kilencedik évadban már vendégzsűriként szereplő és a The Voice korábbi mestere Rita Ora fogja átvenni Mel B helyét a zsűriben, míg Louis Walsh helyére a BBC reggeli rádiós műsorának házigazdája Nick Grimshaw érkezett.
2015. március 27-én Dermot O'Leary bejelentette, hogy nyolc év után nem vállalja a főműsor vezetését, így 2015. április 16-án az ITV az ő helyére az Olly Murs és Caroline Flack párost szerződtette, akik korábban a kísérő műsor, a "The Xtra Factor" házigazdái voltak két évig. Így ők lettek a tehetségkutató történetének első műsorvezető párosa.
Az ITV2-n futó Xtra Factor műsorvezetői 2015-ben Rochelle Humes és Melvin O'Doom, miután az előző évi házigazda Sarah Jane Crawford bejelentette, hogy 2015-ben nem tudja vállalni a feladatot.
2015-ben a műsorból távozott a show egyik oszlopos tagja Peter Dickson, aki a narrátor szerepét töltötte be 10 éven keresztül. Távozása és utódja Redd Pepper csalódást okozott a rajongók körében, ezért az ITV hosszas tárgyalások után sikerrel hozta vissza őt a műsorba az élő adások kezdetén.

## A kiválasztás menete

### Válogatások
A producerek válogatásai 2014. április 8-án kezdődtek meg Dublinban és júniusban értek véget Londonban, 2015-ben összesen nyolc várost látogattak meg a producerek. A produceri válogatásokon kívül 2015-ben is lehetőség nyílt az úgynevezett mobilválogatásokra, amelyek március 30-án kezdődtek meg. A mobil válogatásokra 2015-ben 41 városban nyújtott lehetőséget, a műsort szponzoráló TalkTalk TV.

#### Producerek meghallgatásai
| Város      | Időpont              | Helyszín                       |
| ---------- | -------------------- | ------------------------------ |
| Dublin     | 2015. április 8-9.   | Croke Park                     |
| Newcastle  | 2015. április 11-12. | Newcastle United Football Club |
| Birmingham | 2015. április 18-19. | Birmingham City Football Club  |
| Glasgow    | 2015. április 23-24. | Ibrox Stadium                  |
| Liverpool  | 2015. április 26-27. | ACC Liverpool                  |
| Cardiff    | 2015. április 29-30. | Murrayfield Stadium            |
| Manchester | 2015. május 10.      | Event City                     |
| London     | 2015. június 7.      | SSE Arena, Wembley             |

#### A zsűri meghallgatásai
A zsűri meghallgatásaira 2015-ben, a szokásosnál későbbi időpontban, júliusban került sor. 2015-ben a zsűri két városban tartott meghallgatásokat, ezek Manchester és London voltak. Ebben az évadban az előző két évadtól eltérően, ismét csak Aréna válogatások voltak.
A manchesteri válogatások eredetileg, július 6-8-ig tartottak volna, azonban Simon Cowell édesanyja július 5-én elhunyt, ezért a meghallgatásokra, csak július 8-9-e között került sor a városban. A változások miatt július 9-én nem volt jelen a felvételeknél Rita Ora és Caroline Flack sem. A londoni válogatások is csak egy nappal később kezdődtek a szomorú eset miatt.
| Város      | Arána válogatások   | Arána válogatások      |
| Város      | Időpont             | Helyszín               |
| ---------- | ------------------- | ---------------------- |
| Manchester | 2015. július 8-9.   | EventCity              |
| London     | 2015. július 15-17. | The SSE Arena, Wembley |
| London     | 2015. július 19-23. | The SSE Arena, Wembley |

### Vidéki kúria tábor
A válogatások után a versenyzők videóit a zsűri újra nézte, és az alapján dőlt el, kik jutnak be végül a Tábor mezőnyébe. A Tábor megmérettetései július 27-én kezdődtek és július 30-ig tartottak. 2015-ben a tábor felvételei egy vidéki villában történtek.
Az első fordulóban a versenyzőket hármas csapatokba osztották, azonban az eddigiektől eltérően, most nem egy kategória versenyzői kerültek egy csapatba, a tagok akár három különböző kategóriából is jöhettek. Minden csapatnak egy a zsűri által kiválasztott dalt kellett előadni a mentorok előtt. A második fordulóban, mindenkinek egy saját maga által választott dallal kellett bizonyítania, hogy van helye a mezőnyben. Azok a versenyzők, akik jól teljesítettek a Táborban, meghívást kaptak a szeptemberben zajló "Hat szék kihívás"ra, ahol eldől a legjobb 24 személye.

### Hat szék kihívás
Tábor 64 legjobbja meghívást kapott a Hat szék kihívásra, melynek felvételei 2015. szeptember 1-2. között zajlottak a The SSE Arena-ban, több ezer fős közönség előtt. Azt, hogy melyik zsűritag melyik kategória mentora lesz a nézők dönthették el a Twitter segítségével, a szavazás eredményét a kihívás első napján tudatták a zsűritagokkal. A nézői voksok alapján Cheryl a Csapatok, Cowell a 25 év felettiek, Rita Ora a Lányok, míg Nick Grimshaw a Fiúk mentora lett.
A 24 továbbjutott versenyző:
- Fiúk: Simon Lynch, Josh Daniels, Seann Miley Moore, Ché Chesterman, Ben Clark, Mason Noise
- Lányok: Louisa Johnson, Kiera Weathers, Havva Rebke, Chloe Paige, Monica Michael, Lauren Murray
- 25 felettiek: Bupsi, Ebru, Jennifer Phillips, Kerrie-Anne Phillips, Anton Stephans, Max Stone
- Csapatok: 4th Impact, Alien Uncovered, BEKLN Mile, Melody Stone, New King Order, Reggie n Bollie

Miután sikeresen továbbjutott a mentorok házába, 2015. október 12-én Tom Bleasby bejelentette, hogy mégsem folytatja tovább a versenyt, helyére a Fiúk mentora, Mason Noise-t hívta vissza, aki korábban a magatartása miatt kényszerült távozni a műsorból.
Október 20-án az ITV bejelentette, hogy mind a hat továbbjutott csapat megváltoztatta a nevét a műsor ezen szakaszára a 4th Power mostantól 4th Imapct-ként, az Alien Alien Uncoverd-ként, a BEKLN BEKLN Mile-ként, a The First Kings New King Order, a Menn on Point Reggie n Bollie, míg a Silver Tone Melody Stone-ként versenyez.

### Mentorok háza
2015-ben először a Mentorok házának eredményhirdetését élőben közvetíti a televízió, az előadásokat előre felveszik, és megvágva vetítik. Az adások október 24-25-ig kerültek képernyőre.
Október 1-jén kiderült, hogy melyik zsűritagnak ki fog segíteni a döntéshozatalban: Cowell-nek Louis Tomlinson, Cheryl-nek Jess Glynne, Rita Orának Meghan Trainor, Grimshaw-nak pedig Mark Ronson.
| Zsűritag      | Kategória       | Helyszín     | Segítő          | Kiesett versenyzők                                  |
| ------------- | --------------- | ------------ | --------------- | --------------------------------------------------- |
| Simon Cowell  | 25 év felettiek | Loire völgye | Louis Tomlinson | Ebru Ellis, Jennifer Phillips, Kerrie-Anne Phillips |
| Cheryl        | Csapatok        | Róma         | Jess Glynne     | BEKLN Mile, Melody Stone, New King Order            |
| Rita Ora      | Lányok          | Los Angeles  | Meghan Trainor  | Monica Michael, Chloe Paige, Havva Rebke            |
| Nick Grimshaw | Fiúk            | Cotswolds    | Mark Ronson     | Ben Clark, Josh Daniels, Simon Lynch                |

2015. október 29-én bejelentették a zsűritagok, hogy a Lányok kategória egyik kiesője, Monica Michael térhet vissza Wildcard versenyzőként.

## Döntősök
Jelmagyarázat:
     – Nyertes
     – Második helyezett
     – Harmadik helyezett
| Kategória (mentor)    | Versenyzők     | Versenyzők        | Versenyzők      | Versenyzők     |
| --------------------- | -------------- | ----------------- | --------------- | -------------- |
| 25 felettiek (Cowell) | Bupsi          | Anton Stephans    | Max Stone       |                |
| Csapatok (Cheryl)     | 4th Impact     | Alien Uncovered   | Reggie n Bollie |                |
| Lányok (Ora)          | Louisa Johnson | Monica Michael    | Lauren Murray   | Kiera Weathers |
| Fiúk (Grimshaw)       | Ché Chesterman | Seann Miley Moore | Mason Noise     |                |

## Élő show műsorok
2015-ben a show megújult formátuma miatt a szokásos húsz helyett csak tizennégy alkalommal volt élő adás. A show kísérő műsora, a The Xtra Factor hétközben is élő adással jelentkezett csütörtökönként, mely a héten addig történt eseményeket mutatta be. Ez a műsor október 29-én vette kezdetét.
Az első élő showban az előző évad nyertese, Ben Haenow, valamint Ellie Goulding és a Little Mix voltak a sztárfellépők. A második héten az előző évi évad második helyezettje, Fleur East adta elő debütáló dalát, a másik fellépő pedig Cee Lo Green volt. A harmadik eredményhirdetésen Jess Glynne és a One Direction kápráztatta el a közönséget előadásával. A negyedik héten a szombati adásban Ed Sheeran lépett fel a Rudimental-lal kiegészülve, az eredményhirdetésen pedig az egyik műsorvezető Olly Murs és Nathan Sykes lépett fel. Az ötödik héten a műsor egyik mentora, Rita Ora lépett fel a Sigma zenekarral, a másik vendég Carrie Underwood volt. December 6-án Sia és Jason Derulo lépett a színpadra extra fellépőként. A Finálé első napján a verseny korábbi résztvevői adtak elő két duettet, azaz újra a színpadon köszönthettük Ben Haenow-t, most Leona Lewis-szal kiegészülve, valamint a Little Mix-t Fleur East-tel, ezen az estén még Rod Stewart is fellépett. Vasárnap fellépett a Coldplay, a One Direction és Adele is.

### A versenyzők eredményei
Jelmagyarázat
| – | A versenyző benne volt az utolsó kettő/háromban, párbajoznia kellett.                         |
| – | A versenyző benne volt az utolsó háromban, de a legkevesebb szavazatot kapva azonnal kiesett. |
| – | A versenyző a legkevesebb szavazatot kapta és kiesett, párbaj nélkül.                         |
| – | Legtöbb szavazattal rendelkező versenyző.                                                     |

| Versenyző                    | 1. hét                             | 2. hét                                    | 3. hét                               | 4. hét                                 | 5. hét                        | 6. hét                           | 7. hét                                                                | 7. hét                                                                |
| Versenyző                    | 1. hét                             | 2. hét                                    | 3. hét                               | 4. hét                                 | 5. hét                        | 6. hét                           | Szombat                                                               | Vasárnap                                                              |
| ---------------------------- | ---------------------------------- | ----------------------------------------- | ------------------------------------ | -------------------------------------- | ----------------------------- | -------------------------------- | --------------------------------------------------------------------- | --------------------------------------------------------------------- |
| Louisa Johnson               | 1. 15,9%                           | 1. 15,3%                                  | 1. 16,4%                             | 2. 21,5%                               | 3. 21,1%                      | 1. 31,5%                         | 1. 44,5%                                                              | Nyertes 53,9%                                                         |
| Reggie 'n' Bollie            | 7. 7,4%                            | 2. 13,0%                                  | 5. 13,0%                             | 1. 21,6%                               | 2. 22,1%                      | 2. 27,0%                         | 2. 35,2%                                                              | Második helyezett 38,9%                                               |
| Ché Chesterman               | 5. 8,7%                            | 3. 12,5%                                  | 3. 14,0%                             | 5. 12,8%                               | 1. 22,2%                      | 3. 20,9%                         | 3. 20,3%                                                              | Kiesett (7. hét)                                                      |
| Lauren Murray                | 6. 8,4%                            | 4. 11,2%                                  | 2. 14,1%                             | 3. 14,8%                               | 4. 18,4%                      | 4. 20,6%                         | Kiesett (6. hét)                                                      | Kiesett (6. hét)                                                      |
| 4th Impact                   | 2. 11,2%                           | 5. 9,0%                                   | 4. 13,2%                             | 4. 13,8%                               | 5. 16,2%                      | Kiesett (5. hét)                 | Kiesett (5. hét)                                                      | Kiesett (5. hét)                                                      |
| Anton Stephans               | 3. 10,7%                           | 7. 7,5%                                   | 7. 8,0%                              | 6. 12,3%                               | Kiesett (4. hét)              | Kiesett (4. hét)                 | Kiesett (4. hét)                                                      | Kiesett (4. hét)                                                      |
| Mason Noise                  | 9. 6,1%                            | 9. 6,1%                                   | 6. 9,8%                              | 7. 3,2%                                | Kiesett (4. hét)              | Kiesett (4. hét)                 | Kiesett (4. hét)                                                      | Kiesett (4. hét)                                                      |
| Monica Michael               | 4. 9,1%                            | 8. 6,3%                                   | 8. 6,1%                              | Kiesett (3. hét)                       | Kiesett (3. hét)              | Kiesett (3. hét)                 | Kiesett (3. hét)                                                      | Kiesett (3. hét)                                                      |
| Max Stone                    | 10. 5,8%                           | 6. 8,5%                                   | 9. 5,4%                              | Kiesett (3. hét)                       | Kiesett (3. hét)              | Kiesett (3. hét)                 | Kiesett (3. hét)                                                      | Kiesett (3. hét)                                                      |
| Seann Miley Moore            | 8. 7,3%                            | 10. 5,5%                                  | Kiesett (2. hét)                     | Kiesett (2. hét)                       | Kiesett (2. hét)              | Kiesett (2. hét)                 | Kiesett (2. hét)                                                      | Kiesett (2. hét)                                                      |
| Kiera Weathers               | 12. 3,4%                           | 11. 5,1%                                  | Kiesett (2. hét)                     | Kiesett (2. hét)                       | Kiesett (2. hét)              | Kiesett (2. hét)                 | Kiesett (2. hét)                                                      | Kiesett (2. hét)                                                      |
| Alien Uncovered              | 11. 4,8%                           | Kiesett (1. hét)                          | Kiesett (1. hét)                     | Kiesett (1. hét)                       | Kiesett (1. hét)              | Kiesett (1. hét)                 | Kiesett (1. hét)                                                      | Kiesett (1. hét)                                                      |
| Bupsi                        | 13. 1,2%                           | Kiesett (1. hét)                          | Kiesett (1. hét)                     | Kiesett (1. hét)                       | Kiesett (1. hét)              | Kiesett (1. hét)                 | Kiesett (1. hét)                                                      | Kiesett (1. hét)                                                      |
|                              |                                    |                                           |                                      |                                        |                               |                                  |                                                                       |                                                                       |
| Párbaj                       | Alien Uncovered, Weathers          | Miley Moore, Noise                        | Michael, Sthephans                   | Chesterman, Sthephans                  | 4th Impact, Murray            | Chesterman, Murray               | Nincs párbaj, a zsűri nem szavaz, csak a nézői szavazatok számítanak. | Nincs párbaj, a zsűri nem szavaz, csak a nézői szavazatok számítanak. |
| Grimshaw szavazata kieséshez | Alien Uncovered                    | Miley Moore                               | Michael                              | Stephans                               | 4th Impact                    | Murray                           | Nincs párbaj, a zsűri nem szavaz, csak a nézői szavazatok számítanak. | Nincs párbaj, a zsűri nem szavaz, csak a nézői szavazatok számítanak. |
| Ora szavazata kieséshez      | Alien Uncovered                    | Miley Moore                               | Stephans                             | Stephans                               | 4th Impact                    | Chesterman                       | Nincs párbaj, a zsűri nem szavaz, csak a nézői szavazatok számítanak. | Nincs párbaj, a zsűri nem szavaz, csak a nézői szavazatok számítanak. |
| Cheryl szavazata kieséshez   | Weathers                           | Noise                                     | Stephans                             | Stephans                               | Murray                        | Murray                           | Nincs párbaj, a zsűri nem szavaz, csak a nézői szavazatok számítanak. | Nincs párbaj, a zsűri nem szavaz, csak a nézői szavazatok számítanak. |
| Cowell szavazata kieséshez   | Alien Uncovered                    | Noise                                     | Michael                              | Chesterman                             | Murray                        | Chesterman                       | Nincs párbaj, a zsűri nem szavaz, csak a nézői szavazatok számítanak. | Nincs párbaj, a zsűri nem szavaz, csak a nézői szavazatok számítanak. |
| Kiesett                      | Bupsi Legkevesebb nézői szavazat   | Kiera Weathers Legkevesebb nézői szavazat | Max Stone Legkevesebb nézői szavazat | Mason Noise Legkevesebb nézői szavazat | 4th Impact 2/4 szavazat Nézők | Lauren Murray 2/4 szavazat Nézők | Ché Chesterman 20,3% a győzelemhez                                    | Reggie 'n Bollie 38,9% a győzelemhez                                  |
| Kiesett                      | Alien Uncovered 3/4 szavazat Zsűri | Seann Miley Moore 2/4 szavazat Nézők      | Monica Michael 2/4 szavazat Nézők    | Anton Stephans 3/4 szavazat Zsűri      | 4th Impact 2/4 szavazat Nézők | Lauren Murray 2/4 szavazat Nézők | Ché Chesterman 20,3% a győzelemhez                                    | Reggie 'n Bollie 38,9% a győzelemhez                                  |

### Az élő műsorok

#### 1. hét (október 31./november 1.)
- Téma: "This Is Me"
- Közös produkció: "Perfect"
- Sztárfellépők:
  - Szombat: Ben Haenow
  - Vasárnap: Little Mix és Ellie Goulding

Ezen a héten két versenyző távozott a versenyből. A nézői voksok alapján a legkevesebb szavazattal rendelkező versenyző azonnal távozott a versenyből, míg a második és harmadik legkevesebb szavazatot szerzett versenyző párbajozott a zsűri szavazataiért.
| Versenyző         | Sorrend | Dal                                                      | Eredmény     |
| ----------------- | ------- | -------------------------------------------------------- | ------------ |
| Lauren Murray     | 1.      | "I'm Every Woman"                                        | Továbbjutott |
| Max Stone         | 2.      | "Someone like You"                                       | Továbbjutott |
| Alien Uncovered   | 3.      | "Do It like a Dude"                                      | Utolsó három |
| Kiera Weathers    | 4.      | "Crying for No Reason"                                   | Utolsó három |
| Anton Stephans    | 5.      | "Dance with My Father"                                   | Továbbjutott |
| Ché Chesterman    | 6.      | "Tears Dry on Their Own"/"Ain't No Mountain High Enough" | Továbbjutott |
| Mason Noise       | 7.      | "Sorry"                                                  |              |
| Reggie n Bollie   | 8.      | "It Wasn't Me"                                           | Továbbjutott |
| Louisa Johnson    | 9.      | "God Only Knows"                                         | Továbbjutott |
| Bupsi             | 10.     | "You're a Wonderful One"                                 | Kiesett      |
| 4th Impact        | 11.     | "Problem"                                                | Továbbjutott |
| Monica Michael    | 12.     | "Make It Rain"                                           | Továbbjutott |
| Seann Miley Moore | 13.     | "Life on Mars"                                           | Továbbjutott |
| Párbaj            |         |                                                          |              |
| Versenyző         | Sorrend | Dal                                                      | Eredmény     |
| Alien Uncovered   | 1.      | "The Pressure"                                           | Kiesett      |
| Kiera Weathers    | 2.      | "Everybody Hurts"                                        | Továbbjutott |

A zsűri szavazata
- Cheryl: Kieara Weathers – a saját versenyzőjét védve
- Rita Ora: Alien Uncovered – a saját versenyzőjét védve
- Nick Grimshaw: Alien Uncovered – kevésbé tetszett a párbaj produkció
- Simon Cowell: Alien Uncovered – a párbaj alapján

A zsűri többségi döntése alapján az Alien Uncovered kiesett a versenyből.

#### 2. hét (november 7/8.)
- Téma: Reinvention[35]
- Közös produkció: "Fix You"
- Sztárfellépők: Fleur East és Cee Lo Green[46]

Ezen a héten két versenyző távozott a versenyből. A nézői voksok alapján a legkevesebb szavazattal rendelkező versenyző azonnal távozott a versenyből, míg a második és harmadik legkevesebb szavazatot szerzett versenyző párbajozott a zsűri szavazataiért.
| Versenyző         | Sorrend | Dal                                            | Eredmény     |
| ----------------- | ------- | ---------------------------------------------- | ------------ |
| 4th Impact        | 1.      | "Sound of the Underground"/"The Clapping Song" | Továbbjutott |
| Mason Noise       | 2.      | "Teardrops"                                    | Utolsó három |
| Anton Stephans    | 3.      | "All About That Bass"/"Bang Bang"              | Továbbjutott |
| Kiera Weathers    | 4.      | "Return of the Mack"                           | Kiesett      |
| Ché Chesterman    | 5.      | "You Can't Hurry Love"                         | Továbbjutott |
| Louisa Johnson    | 6.      | "Billie Jean"                                  | Továbbjutott |
| Seann Miley Moore | 7.      | "California Dreamin'"                          | Utolsó három |
| Monica Michael    | 8.      | "Crazy in Love"                                | Továbbjutott |
| Max Stone         | 9.      | "Over the Rainbow"/"What a Wonderful World"    | Továbbjutott |
| Reggie 'n Bollie  | 10.     | "What Makes You Beautiful"/"Cheerleader"       | Továbbjutott |
| Lauren Murray     | 11.     | "Hold Back the River"                          | Továbbjutott |
| Párbaj            |         |                                                |              |
| Versenyző         | Sorrend | Dal                                            | Eredmény     |
| Mason Noise       | 1.      | "End of the Road"                              | Továbbjutott |
| Seann Miley Moore | 2.      | "A Song For You"                               | Kiesett      |

A zsűri szavazata
- Simon Cowell: Mason Noise – a párbaj produkció alapján
- Cheryl: Mason Noise – a párbaj produkció alapján
- Rita Ora: Seann Miley Moore – a párbaj produkció alapján
- Nick Grimshaw: Seann Miley Moore – mert a nézők döntését szerette volna hallani

Mindkét párbajozó két-két szavazatot kapott a zsűri tagjaitól, ezért a korábbi nézői voksok alapján a kevesebb szavazattal rendelkező Seann Miley Moore távozott a versenyből.

#### 3. hét (november 14/15.)
- Téma: "Movie Week"[48]
- Közös produkció: "Flashdance... What a Feeling"
- Sztárfellépők: Jess Glynne és a One Direction[46]

Ezen a héten két versenyző távozott a versenyből. A nézői voksok alapján a legkevesebb szavazattal rendelkező versenyző azonnal távozott a versenyből, míg a második és harmadik legkevesebb szavazatot szerzett versenyző párbajozott a zsűri szavazataiért.
A 2015. november 13-i párizsi terrortámadás eseményei miatt Lauren és Monica az utolsó pillanatban megváltoztatta a dalát, és egy új dallal állt elő a műsorra.
| Versenyző        | Sorrend | Dal                               | Film                                  | Eredmény     |
| ---------------- | ------- | --------------------------------- | ------------------------------------- | ------------ |
| Mason Noise      | 1.      | "Men in Black"                    | Men in Black – Sötét zsaruk           | Továbbjutott |
| Max Stone        | 2.      | "Secret Garden"                   | Jerry Maguire – A nagy hátraarc       | Kiesett      |
| Louisa Johnson   | 3.      | "Everybody's Free (To Feel Good)" | Rómeó + Júlia                         | Továbbjutott |
| Monica Michael   | 4.      | "What Is Love?"                   | Empire (televíziós sorozat)           | Utolsó három |
| Reggie 'n Bollie | 5.      | "Who Let the Dogs Out?"           | "Titanic"/A fecsegő tipegők Párizsban | Továbbjutott |
| Anton Stephens   | 6.      | "I Have Nothing"                  | Több mint testőr                      | Utolsó három |
| 4th Impact       | 7.      | "Work It Out"                     | Austin Powers – Aranyszerszám         | Továbbjutott |
| Lauren Murray    | 8.      | "One Last Time"                   | N/A                                   | Továbbjutott |
| Ché Chesterman   | 9.      | "When a Man Loves a Woman"        | Ha a férfi igazán szeret              | Továbbjutott |
| Párbaj           |         |                                   |                                       |              |
| Monica Michael   | 1.      | "Broken-Hearted Girl"             | "Broken-Hearted Girl"                 | Kiesett      |
| Anton Stephans   | 2.      | "If You Don't Know Me By Now"     | "If You Don't Know Me By Now"         | Továbbjutott |

A zsűri szavazata
- Nick Grimshaw: Monica Michael – a párbaj produkció alapján
- Rita Ora: Anton Stephans – saját versenyzőjét védve
- Cheryl: Anton Stephans – Monica, szerinte tovább tud jutni a versenyben
- Simon Cowell: Monica Micahel –saját versenyzőjét védve

Mindkét párbajozó két-két szavazatot kapott a zsűri tagjaitól, ezért a korábbi nézői voksok alapján a kevesebb szavazattal rendelkező Monica Michael távozott a versenyből.

#### 4. hét (november 21/22.)
- Téma: Love & Heartbreak[51]
- Közös produkció:"We Found Love"
- Sztárfellépők:
  - Szombat: Ed Sheeran ft.Rudimental
  - Vasárnap: Olly Murs és Nathan Sykes

Ezen a héten két versenyző távozott a versenyből. A nézői voksok alapján a legkevesebb szavazattal rendelkező versenyző szombaton azonnal távozott a versenyből, míg a vasárnap a két legkevesebb szavazatot szerzett versenyző párbajozott a zsűri szavazataiért.
| Versenyző        | Sorrend | Dal                                  | Eredmény     |
| ---------------- | ------- | ------------------------------------ | ------------ |
| Ché Chesterman   | 1.      | "Yesterday"                          | Utolsó kettő |
| Anton Stephans   | 2.      | "One Sweet Day"                      | Utolsó kettő |
| 4th Impact       | 3.      | "Ain't No Other Man"                 | Továbbjutott |
| Lauren Murray    | 4.      | "We Belong Together"                 | Továbbjutott |
| Mason Noise      | 5.      | "Jealous"                            | Kiesett      |
| Louisa Johnson   | 6.      | "Let It Go"                          | Továbbjutott |
| Reggie 'n Bollie | 7.      | "Dangerous Love"/"Shut Up and Dance" | Továbbjutott |
| Párbaj           |         |                                      |              |
| Versenyző        | Sorrend | Dal                                  | Eredmény     |
| Ché Chesterman   | 1.      | "If I Ain't Got You"                 | Továbbjutott |
| Anton Stephans   | 2.      | "I Can't Make You Love Me"           | Kiesett      |

A zsűri szavazata
- Nick Grimshaw: Anton Stephans – saját versenyzőjét védve
- Simon Cowell: Ché Chesterman – saját versenyzőjét védve
- Rita Ora: Anton Stephans – a párbaj produkció alapján
- Cheryl: Anton Stephans – a párbaj produkció alapján

#### 5. hét (november 28/29.)
- Téma: "Jukebox & Judges' Choice"[52]
- Közös produkció: "Earth Song"
- Sztárfellépők: Carrie Underwood és Sigma & Rita Ora[38]

A versenyzők két dalt énekeltek, az egyiket a nézők, a másikat a mentorok választották nekik.
| Louisa Johnson   | 1. | "Love Yourself"                      | 10.                                  | "Jealous"                            | Továbbjutott |
| 4th Impact       | 2. | "I'll Be There"                      | 6.                                   | "Fancy"/"Rich Girl"                  | Utolsó kettő |
| Reggie 'n Bollie | 3. | "Watch Me (Whip/Nae Nae)"/"Azonto"   | 9.                                   | "Dynamite"                           | Továbbjutott |
| Lauren Murray    | 4. | "Firestone"                          | 8.                                   | "You Don't Own Me"                   | Utolsó kettő |
| Ché Chesterman   | 5. | Hello"                               | 7.                                   | "Try a Little Tenderness"            | Továbbjutott |
| Párbaj           |    |                                      |                                      |                                      |              |
| 4th Impact       | 1. | "And I Am Telling You I'm Not Going" | "And I Am Telling You I'm Not Going" | "And I Am Telling You I'm Not Going" | Kiesett      |
| Lauren Murray    | 2. | "Vision of Love"                     | "Vision of Love"                     | "Vision of Love"                     | Továbbjutott |

A zsűri szavazata
- Rita Ora: 4th Impact – saját versenyzőjét védve
- Cheryl: Lauren Murray – saját versenyzőjét védve
- Nick Grimshaw: 4th Impact – a párbaj alapján
- Simon Cowell: Lauren Murray – nem adott magyarázatot

Mindkét párbajozó két-két szavazatot kapott a zsűri tagjaitól, ezért a korábbi nézői voksok alapján a kevesebb szavazattal rendelkező 4th Impact távozott a versenyből.

#### 6. hét (december 5/6.)
- Téma: "Songs to Get Me to the Final"[55]
- Vendégmentor: Lionel Richie
- Közös produkció: "Happy"
- Sztárfellépők: Sia és Jason Derulo[39]

| Reggie 'n Bollie | 1. | "Locked Away"                 | 8.                            | "I Gotta Feeling"/"I Like to Move It" | Továbbjutott |
| Lauren Murray    | 2. | "Take Me Home"                | 7.                            | "Runnin' (Lose It All)"               | Utolsó kettő |
| Ché Chesterman   | 3. | "Would I Lie to You?"         | 5.                            | "Love Is a Losing Game"               | Utolsó kettő |
| Louisa Johnson   | 4. | "The Power of Love"           | 6.                            | "It's a Man's Man's Man's World"      | Továbbjutott |
| Párbaj           |    |                               |                               |                                       |              |
| Lauren Murray    | 1. | "Fight Song"                  | "Fight Song"                  | "Fight Song"                          | Kiesett      |
| Ché Chesterman   | 2. | "Bridge over Troubled Water " | "Bridge over Troubled Water " | "Bridge over Troubled Water "         | Továbbjutott |

A zsűri szavazata
- Nick Grimshaw: Lauren Murray – saját versenyzőjét védve.
- Rita Ora: Ché Chesterman – saját versenyzőjét védve.
- Cheryl: Lauren Murray – Ché-nek több esélye van a versenyben.
- Simon Cowell: Ché Chesterman – a nézők döntése legyen a hangadó.

Mindkét párbajozó két-két szavazatot kapott a zsűri tagjaitól, ezért a korábbi nézői voksok alapján a kevesebb szavazattal rendelkező Lauren Murray távozott a versenyből.

#### 7. hét: Finálé (december 12/13.)
A döntő helyszínéül 2015-ben is az SSE Arena, Wembley szolgált, immár negyedik alkalommal.
december 12.
- Téma: új dal és sztár duett
- Sztárfellépők: Ben Haenow & Leona Lewis[40] és a Little Mix & Fleur East[41] és Rod Stewart

| Versenyző        | Sorrend | Első dal                              | Sorrend | Duett                                                          | Eredmény     |
| ---------------- | ------- | ------------------------------------- | ------- | -------------------------------------------------------------- | ------------ |
| Ché Chesterman   | 1.      | "Valerie"                             | 4.      | "The First Cut Is the Deepest" (Rod Stewart-tal)               | Kiesett      |
| Reggie 'n Bollie | 2.      | "Spice Up Your Life"/"Boom Boom Boom" | 5.      | "Dangerous Love"/"Re-Rewind" (Fuse ODG-vel és Craig David-del) | Továbbjutott |
| Louisa Johnson   | 3.      | "I Believe I Can Fly"                 | 6.      | "And I Am Telling You I'm Not Going" (Rita Orával)             | Továbbjutott |

Mindhárom finalista énekelt egy bevonuló dalt is, de ezeket a zsűri nem értékelte. Ché Chesterman az "In the Air Tonight", Louisa Johnson a "Fighter", míg Reggie 'n Bollie a "Jump" című dalt adta elő.
december 13.
- Téma: az évad dala, győztes dal
- Közös produkció: "Downtown"/"Downtown" (top 13)
- Sztárfellépők:Coldplay,[42] One Direction[43] és Adele[44]

| Versenyző        | Sorrend | Az évad dala                                                 | Sorrend | Győztes dala    | Eredmény          |
| ---------------- | ------- | ------------------------------------------------------------ | ------- | --------------- | ----------------- |
| Reggie 'n Bollie | 1.      | "What Makes You Beautiful"/"Cheerleader"/"I Like to Move It" | 3.      | "Forever Young" | Második helyezett |
| Louisa Johnson   | 2.      | "It's a Man's Man's Man's World"                             | 4.      | "Forever Young" | Nyertes           |

A nézői szavazatok alapján a 17 éves Louisa Johnson lett az évad győztese, ezzel ő lett a műsor legfiatalabb győztese.

## Nézettség
| Epizód                | Vetítés időpontja    | Nézők (millió) | Időtartam (perc) | Forrás |
| --------------------- | -------------------- | -------------- | ---------------- | ------ |
| Válogatás 1.          | 2015. augusztus 29.  | 9,62           | 90               | [ 58 ] |
| Válogatás 2.          | 2015. augusztus 30.  | 8,09           | 60               | [ 59 ] |
| Válogatás 3.          | 2015. szeptember 5.  | 8,97           | 75               | [ 60 ] |
| Válogatás 4.          | 2015. szeptember 6.  | 8,22           | 75               | [ 61 ] |
| Válogatás 5.          | 2015. szeptember 12. | 9,20           | 75               | [ 62 ] |
| Válogatás 6.          | 2015. szeptember 13. | 8,54           | 60               | [ 63 ] |
| Válogatás 7.          | 2015. szeptember 19. | 8,93           | 90               | [ 64 ] |
| Vidéki kúria tábor 1. | 2015. szeptember 20. | 8,70           | 120              | [ 65 ] |
| Vidéki kúria tábor 2. | 2015. szeptember 27. | 8,40           | 120              | [ 66 ] |
| Hat-szék kihívás 1.   | 2015. október 4.     | 8,75           | 120              | [ 67 ] |
| Hat-szék kihívás 2.   | 2015. október 11.    | 8,98           | 120              | [ 68 ] |
| Hat-szék kihívás 3.   | 2015. október 18.    | 9,01           | 120              | [ 69 ] |
| Élő mentorok háza 1.  | 2015. október 24.    | 8,18           | 145              | [ 70 ] |
| Élő mentorok háza 2.  | 2015. október 25.    | 7,55           | 90               | [ 71 ] |
| Élő show 1.           | 2015. október 31.    | 7,24           | 145              | [ 72 ] |
| Eredményhirdetés 1.   | 2015. november 1.    | 7,40           | 60               | [ 73 ] |
| Élő show 2.           | 2015. november 7.    | 7,88           | 130              | [ 74 ] |
| Eredményhirdetés 2.   | 2015. november 8.    | 7,77           | 60               | [ 75 ] |
| Élő show 3.           | 2015. november 14.   | 7,50           | 105              | [ 76 ] |
| Eredményhirdetés 3.   | 2015. november 15.   | 7,91           | 60               | [ 77 ] |
| Élő show 4.           | 2015. november 21.   | 7,92           | 100              | [ 78 ] |
| Eredményhirdetés 4.   | 2015. november 22.   | 5,64*          | 60               | [ 79 ] |
| Élő show 5.           | 2015. november 28.   | 7,69           | 105              | [ 80 ] |
| Eredményhirdetés 5.   | 2015. november 29.   | 5,65*          | 60               | [ 81 ] |
| Élő show 6.           | 2015. december 5.    | 7,67           | 90               | [ 82 ] |
| Eredményhirdetés 6.   | 2015. december 6.    | 7,38           | 60               | [ 83 ] |
| Finálé I.             | 2015. december 12.   | 7,02           | 125              | [ 84 ] |
| Finálé II.            | 2015. december 13.   | 9,10           | 120              | [ 85 ] |

- A negyedik és az ötödik heti vasárnapi műsornak nincsen számolható ITVHD és ITV+1 nézettségi adata.